# Gråtofsad törnskrika
Gråtofsad törnskrika (Pseudoseisura unirufa) är en fågel i familjen ugnfåglar inom ordningen tättingar.

## Utbredning och systematik
Fågeln förekommer i östra Bolivia, Gran Chaco i norra Paraguay och sydvästra Brasilien (Mato Grosso). Den behandlas som monotypisk, det vill säga att den inte delas in i några underarter.

## Status och hot
Arten har ett stort utbredningsområde, men tros minska i antal, dock inte tillräckligt kraftigt för att den ska betraktas som hotad. Internationella naturvårdsunionen IUCN listar arten som livskraftig (LC).